# John Thompson Productions
John Thompson Productions (JTP) är en tysk pornografisk filmstudio, baserad i Berlin och grundad 1997. Man är mest känd för sin bukkake-inriktade filmserie German Goo Girls (GGG), men man ägnar sig även åt andra produktioner med fokus på gangbang, urolagni, BDSM, erotisk förnedring och hårt sex. Företaget är ett av de mest kända tyska och europeiska pornografiska produktionsbolagen.

## John Thompson
John Thompson (civilt namn Raymond Louis Bacharach; född 11 maj 1945) är producent och regissör för alla bolagets filmer. Han studerade psykologi och konst i Västberlin.
Innan grundandet av bolaget arbetade han som regissör och kameraman för den tyska porrproducenten Puaka. 1997 grundade han John Thompson Productions, och fram till 2009 hade han producerat mer än 1 000 filmer. Han distribuerade länge sex nyproducerade DVD:er per månad.

## Filmserier

### German Goo Girls
Filmserien German Goo Girls började produceras 1997. Den fokuserar på bukkake och snowballing, men den innehåller också scener med gang bang, lesbiskt sex och vid enstaka tillfällen urolagni. GGG är den mest kända och framgångsrika av alla bolagets filmserier. Den har haft distribution i USA genom Black Widow Productions, som 2009 fick lov att utöka sina lagerlokaler för att kunna hantera den ökade efterfrågan på seriens produktioner. 2004 vann GGG Venus Awards i kategorin Special Video. GGG-titeln Cissie's Cum Show nominerades i kategorin Best Specialty Release – Other Genre inför 2006 års AVN Awards-gala. Serien diskuteras i boken Alles über Porno! (2008) av Marcel Feige. GGG-titeln Vollgespritzt & Vollgepisst har förbjudits att importeras till Kanada, eftersom myndigheterna klassat den som obscen. GGG lanserade karriären för Annette Schwarz, som senare inledde en framgångsrik porrfilmskarriär i  USA.

### 666
2001 startades 666, en filmserie som fokuserar på urolagni och urofagi, vid sidan av scener med bukkake. Serien har förbjudits i Schweiz. Import av 666-titlarna Vollgepisst!!! och Wasser Marsch! har förbjudits av de kanadensiska myndigheterna, och Piss Bude har förbjudits i Australien. Alla 666-filmer och andra JT Productions-filmer med urolagni har förbjudits i Nya Zeeland, där urolagni varit straffbart med upp till tio år i fängelse och innehav av filmer med urolagni varit straffbart med upp till fem års fängelse.

### Sexbox
Sexbox, som startades 2004, fokuserar på BDSM, erotisk förnedring och hårt sex, kompletterat med bukkake och urolagni. Serien har förbjudits i Schweiz, och produktionen Sexbox 15 har även beslagtagits av de tyska myndigheterna.

### Mädchenmund
2007 skapades filmserien Mädchenmund ('Flickmun'), vilken riktar in sig på unga kvinnor med ungdomligt utseende. Den ägnar sig – något ovanligt för JTP – åt utförliga dialoger. Seriens handling kretsar oftast omkring en naiv ung flicka på besök hos läkaren, en teateragent eller liknande, en person som verkar fast besluten att genomföra samlag med henne mot hennes vilja. Filmserien vann pris för Best New Video Series vid 2006 års Eroticline-prisgala.

### GGG John Thompsons Casting Girls
Casting Girls är en sorts "bakom scenen"-serie där man får se rekryteringsprocessen för hugade nya GGG-aktriser.